# Jacob Boisman
Jacob Boisman, född i Viborg i Finland, död 26 augusti 1729 i Stockholm, var en svensk hovkapellist

## Biografi
Boisman var gymnasist i Viborg och inskrevs 1690 vid Uppsala universitet. Han blev kantor vid Katarina skola i Stockholm 1692 eftersom han var en god sångare men avsattes 1695. Han var musikant i Storkyrkan 1696–1700 och meddem i kungliga hovkapellet 1702–1728. Hans efterlämnade musikinstrument antyder att han trakterade stråkinstrument och cittrinchen.